# Кисиль, Валентина Викторовна
Валентина Викторовна Кисиль (укр. Кісіль Валентина Вікторівна; род. 5 июля 1998) — украинская тяжелоатлетка, выступающая в весовой категории до 87 килограммов. Призёр чемпионатов Европы. 

## Биография
Валентина Кисиль родилась 5 июля 1998 года.

## Карьера
На молодёжном чемпионате мира 2013 года в весовой категории до 69 килограммов Валентина Кисиль заняла пятое место с результатом 188 кг (86 + 102). В том же году стала бронзовым призёром чемпионата Европы среди юниоров в весовой категории до 75 килограммов, подняв 199 кг (92 + 107).
На чемпионате мира среди юниоров 2014 года выступала в весовой категории до 75 килограммов и заняла девятое место, подняв 193 килограмма. На юниорском чемпионате Европы стала шестой с результатом 199 кг.
На молодёжном чемпионате Европы 2015 года выступала в категории свыше 69 килограммов и завершила его на пятом месте, подняв 191 кг (90 + 101).
На чемпионате Европы 2016 года среди юниоров в весовой категории свыше 75 килограммов завоевала серебряную медаль, подняв 238 килограммов. Её лучший результат состоял из успешного рывка на 110 килограммов и толчка на 128.
В 2017 году на взрослом чемпионате Европы она завоевала серебро в весовой категории до 90 килограммов, подняв 240 килограммов. В сравнению с прошлогодним молодёжным первенством Европы она улучшила на 2 килограмма свой результат в толчке, подняв 130 кг. В том же году стала бронзовым призёром юниорского чемпионата мира с результатом 227 кг.
На чемпионате Европы до 23 лет в 2019 году принимала участие в весовой категории свыше 87 килограммов, где стала четвёртой с результатом 221 кг (104 + 117).
В Ереване, на чемпионате Европы 2023 года в категории свыше 87 кг завоевала бронзовую медаль с результатом 244 кг по сумме двух упражнений. В отдельных упражнениях ей досталась малая серебряная медаль в рывке.
В феврале 2024 года на чемпионате Европы в Софии Валентина завоевала малую бронзовую медаль в упражнении рывок (108 кг). По итогам двух упражнений она стала четвёртой. 
На чемпионате Европы 2025 года в Кишинёве в весовой категории свыше 87 кг завоевала бронзовую медаль с итоговым результатом 237 кг. В упражнениях «рывок» (110 кг) стала бронзовым призёром.